# Pohár ČMFS 2010-2011
La Coppa della Repubblica Ceca 2010-2011 di calcio (in ceco Pohár ČMFS) è la 18ª edizione del torneo. È iniziata il 18 luglio 2010 e si concluderà il 25 maggio 2011. Il Viktoria Plzeň è la squadra detentrice della coppa.

## Turno preliminare
Hanno partecipato a questo turno 28 squadre di 4. liga e dei campionati regionali.
| Squadra 1            | Risultato         | Squadra 2        |
| -------------------- | ----------------- | ---------------- |
| Zelezny Brod         | 0 - 7             | Nová Paka        |
| FK Lovosice          | 1 - 1 (0 – 3 dtr) | Sokol Brozany    |
| Slavoj Český Krumlov | 3 - 1             | Třeboň           |
| Litol                | 1 – 1 (2 – 4 dtr) | Přední Kopanina  |
| Citice               | 0 – 9             | Jiskra Domažlice |
| Spartak Chrást       | 3 – 1             | Zličín           |
| Aritma Praga         | 2 - 2 (5 – 6 dtr) | Velim            |
| Union Čelákovice     | 1 - 3             | Pěnčín-Turnov    |
| Brno Bohunice        | 0 – 2             | Tasovice         |
| Provodov             | 3 – 2             | Broumov          |
| Nový Jičín           | 1 – 0             | Fulnek           |

## Primo turno
Hanno partecipato a questo turno le squadre di Druhá liga, Česka fotbalová liga, Moravskoslezská fotbalová liga, 4. liga e le vincenti del turno preliminare.
| Squadra 1              | Risultato           | Squadra 2             |
| ---------------------- | ------------------- | --------------------- |
| Nová Paka              | 0 – 4               | Varnsdorf             |
| Sokol Brozany          | 4 – 0               | Vilémov               |
| Slavoj Český Krumlov   | 1 – 2               | Písek                 |
| Přední Kopanina        | 1 – 1 (2 – 1 dtr)   | Chomutov              |
| Jiskra Domažlice       | 2 – 5               | Baník Sokolov         |
| Spartak Chrást         | 1 – 3               | Senco Doubravka       |
| FC Vsetín              | 1 – 0               | Kladno                |
| Pěnčín-Turnov          | 0 – 3               | Táborsko              |
| SK Marila Votice       | 1 – 0               | Polepy                |
| Jiskra Ústí nad Orlicí | 3 – 0               | FK Jicin              |
| Holice                 | 0 – 5               | Pardubice             |
| Semily                 | 0 – 5               | Hlavice               |
| Trutnov                | 0 – 0 (5 – 4 dtr)   | Cidlina Nový Bydžov   |
| Dvůr Králové           | 1 – 1 (5 – 3 dtr)   | FK AS Pardubice       |
| OEZ Letohrad           | 2 – 0               | Náchod-Deštné         |
| Chrudim                | 0 – 1               | Čáslav                |
| Roudnice nad Labem     | 0 – 4               | Litvínov              |
| Český Dub              | 0 – 3               | Sokol Ovčáry          |
| Arsenal Česká Lípa     | 1 – 4               | Dukla Praga           |
| Karlovy Vary           | 1 – 3               | Baník Most            |
| Kolín                  | 0 – 0 (3 – 2 dtr)   | Loko Vltavín          |
| Řezuz Děčín            | 2 – 3               | Viktoria Žižkov       |
| Slavoj Koloveč         | 1 – 4               | Králův Dvůr           |
| Strakonice             | 0 – 1               | Kunice                |
| Meteor Praga VIII      | 2 – 2 (4 – 3 dtr)   | Benešov               |
| Hořovicko              | 4 – 2               | Slavoj Vyšehrad       |
| Admira Praga           | 0 – 1               | Graffin Vlašim        |
| Dolany                 | 1 – 1 (3 – 4 dtr)   | Šumperk               |
| Mohelnice              | 0 – 2               | Uničov                |
| Mikulovice             | 0 – 1               | Opava                 |
| Sokol Liskovec         | 1 – 2               | Karviná               |
| Sparta Brno            | 0 - 1               | Znojmo                |
| Valašské Meziříčí      | 2 – 1               | Frýdek-Místek         |
| Tasovice               | 0 - 3               | Breclav               |
| Hodonín                | 0 – 1               | Líšeň                 |
| Provodov               | 2 – 2 (13 – 14 dtr) | Viktoria Otrokovice   |
| Vrchovina              | 1 – 1 (5 – 4 dtr)   | Vysočina Jihlava      |
| Třebíč                 | 1 – 0               | Velké Meziříčí        |
| Nový Jičín             | 0 – 5               | Hanácká               |
| Český Brod             | 1 – 6               | Slavičín              |
| Slavia Orlová          | 0 – 5               | Hlučín                |
| Rosice                 | 1 – 1 (4 – 1 dtr)   | Žďas Žďár nad Sázavou |
| Blansko                | 0 – 3               | 1. HFK Olomouc        |
| Dolní Benešov          | 0 - 0 (2 – 4 dtr)   | Vítkovice             |
| Vyškov                 | 2 – 1               | Trinity Zlín          |
| Havířov                | 0 – 2               | Fotbal Třinec         |
| Sokol Konice           | 3 – 1               | Zábřeh                |
| Bystric                | 1 – 2               | Spartak Hulín         |

## Secondo turno
La data principale per le partite del secondo turno è il 1º settembre 2010.
| Squadra 1              | Risultato         | Squadra 2           |
| ---------------------- | ----------------- | ------------------- |
| Marila Votice          | 0 – 1             | Sparta Praga        |
| Senco Doubravka        | 0 – 3             | Baník Sokolov       |
| Trutnov                | 1 – 2             | Mladá Boleslav      |
| Králův Dvůr            | 1 – 1 (4 – 5 dtr) | Kunice              |
| Baník Most             | 1 – 4             | Viktoria Plzeň      |
| Hořovicko              | 0 – 3             | Graffin Vlašim      |
| Varnsdorf              | 1 - 1 (5 – 4 dtr) | Bohemians 1905      |
| Šumperk                | 0 - 4             | Opava               |
| Kolín                  | 0 – 3             | Slovan Liberec      |
| Uničov                 | 1 – 1 (2 – 4 dtr) | Karviná             |
| Litvínov               | 0 – 3             | Sokol Ovčáry        |
| Rosice                 | 1 – 2             | Zbrojovka Brno      |
| Slavičín               | 0 – 0 (5 – 4 dtr) | Baník Ostrava       |
| Breclav                | 1 – 1 (7 – 6 dtr) | Slovácko            |
| Vrchovina              | 2 – 1             | Líšeň               |
| Hanácká                | 2 – 1             | Viktoria Otrokovice |
| Třebíč                 | 2 – 1             | Znojmo              |
| Sokol Brozany          | 0 – 5             | Teplice             |
| Velim                  | 1 – 2             | Hlavice             |
| Meteor Praga VIII      | 0 – 2             | Dyn. Č. Budějovice  |
| OEZ Letohrad           | 1 – 0             | Čáslav              |
| Viktoria Žižkov        | 0 – 0 (4 – 3 dtr) | Hradec Králové      |
| Pardubice              | 0 – 1             | Slavia Praga        |
| Přední Kopanina        | 1 – 5             | Ústí nad Labem      |
| Písek                  | 1 – 0             | Příbram             |
| Vítkovice              | 1 – 2             | Fotbal Třinec       |
| Spartak Hulín          | 2 – 2 (5 – 4 dtr) | Hlučín              |
| Jiskra Ústí nad Orlicí | 2 – 5             | Sigma Olomouc       |
| Vyškov                 | 1 – 3             | 1. HFK Olomouc      |
| Sokol Konice           | 5 – 1             | Valašské Meziříčí   |
| Táborsko               | 2 – 3             | Dukla Praga         |
| Dvůr Králové           | 0 – 5             | Jablonec            |

## Terzo turno
| Squadra 1      | Risultato         | Squadra 2          |
| -------------- | ----------------- | ------------------ |
| Baník Sokolov  | 1 – 1 (4 - 1 dtr) | Sparta Praga       |
| Kunice         | 1 – 1 (2 - 4 dtr) | Mladá Boleslav     |
| Graffin Vlašim | 0 – 2             | Viktoria Plzeň     |
| Opava          | 2 – 1             | Varnsdorf          |
| Karviná        | 0 – 0 (5 - 3 dtr) | Slovan Liberec     |
| Sokol Ovčáry   | 2 – 2 (2 - 4 dtr) | Zbrojovka Brno     |
| Breclav        | 1 – 1 (4 - 5 dtr) | Slavičín           |
| Vrchovina      | 2 – 3             | Hanácká            |
| Třebíč         | 1 – 2             | Teplice            |
| Hlavice        | 1 – 3             | Dyn. Č. Budějovice |
| OEZ Letohrad   | 1 – 3             | Viktoria Žižkov    |
| Slavia Praga   | 3 – 2             | Ústí nad Labem     |
| Písek          | 3 – 1             | Fotbal Třinec      |
| Spartak Hulín  | 1 – 3             | Sigma Olomouc      |
| Sokol Konice   | 0 – 2             | 1. HFK Olomouc     |
| Dukla Praga    | 1 – 1 (3 - 4 dtr) | Jablonec           |

## Ottavi di finale
Le gare di andata si sono giocate il 27 ottobre 2010 e le gare di ritorno il 10 novembre 2010.
| Squadra 1       | Totale            | Squadra 2          | Andata | Ritorno |
| --------------- | ----------------- | ------------------ | ------ | ------- |
| Baník Sokolov   | 3 – 3 (5 - 6 dtr) | Mladá Boleslav     | 3 – 0  | 0 – 3   |
| Viktoria Plzeň  | 6 – 3             | Opava              | 3 – 0  | 3 – 3   |
| Karviná         | 2 – 4             | Zbrojovka Brno     | 2 – 0  | 0 – 4   |
| Slavičín        | 1 – 5             | Hanácká            | 1 – 5  | 0 – 0   |
| Teplice         | 2 – 1             | Dyn. Č. Budějovice | 0 – 1  | 2 – 0   |
| Viktoria Žižkov | 1 - 4             | Slavia Praga       | 1 – 1  | 0 – 3   |
| Písek           | 4 – 4 (gfc)       | Sigma Olomouc      | 3 – 3  | 1 – 1   |
| 1. HFK Olomouc  | 4 – 7             | Jablonec           | 4 – 2  | 0 – 5   |

## Quarti di finale
Le gare di andata dei quarti di finale si sono giocate il 13 e 14 aprile 2011, mentre le gare di ritorno si sono giocate il 20 aprile 2011.
| Squadra 1      | Totale      | Squadra 2      | Andata | Ritorno |
| -------------- | ----------- | -------------- | ------ | ------- |
| Sigma Olomouc  | 3 - 2       | Jablonec       | 2 - 0  | 1 - 2   |
| Teplice        | 2 - 2 (gfc) | Slavia Praga   | 2 - 1  | 0 - 1   |
| Zbrojovka Brno | 1 - 3       | Hanácká        | 1 - 2  | 0 - 1   |
| Mladá Boleslav | 4 - 2       | Viktoria Plzeň | 2 - 1  | 2 - 1   |

## Semifinali
Le gare di andata delle semifinali si sono giocate il 3 e 5 maggio 2011, mentre le gare di ritorno si sono giocate il 10 e l'11 maggio 2011.
| Squadra 1      | Totale | Squadra 2     | Andata | Ritorno |
| -------------- | ------ | ------------- | ------ | ------- |
| Slavia Praga   | 0 - 4  | Sigma Olomouc | 0 - 3  | 0 - 1   |
| Mladá Boleslav | 4 - 2  | Hanácká       | 2 - 2  | 3 - 1   |

## Finale
| Arbitro: | Kovařík |

|                                                         |                      |                                                |
| Táborský 73’                                            | Marcatori            | 58’ Hořava                                     |
| Řezníček Opiela Mendy Procházka Johana Kysela Chramosta | Tiri di rigore 4 – 3 | Janotka Bajer Rossi Šultes Ordoš Kučera Hořava |